# Tecnécio
O tecnécio (technetium) é um elemento químico de símbolo Tc de número atômico 43 e de massa atómica igual a 98 u. À temperatura ambiente, o tecnécio encontra-se no estado sólido. Está colocado no grupo 7 (anteriormente denominado 7B) da classificação periódica dos elementos. Trata-se de um metal de transição, cinza prateado, radioativo, sendo obtido de forma sintética. Sua principal aplicação é em medicina nuclear, em técnicas de diagnóstico. Foi descoberto por Carlo Perrier e Emilio Segrè na Itália, em 1937. Mesmo não sendo muito estudado, é muito usado na indústria metalúrgica, principalmente em ligas.
Tecnécio, com número atômico Z  = 43, é o elemento de menor numeração na tabela periódica para a qual todos os isótopos são radioativos. O segundo elemento radioativo mais leve, o promécio, tem número atômico 61. Ele é obtido pelo bombardeamento do molibdênio com deutério em aceleradores de partículas. Ao ser sintetizado, o Molibdênio decai emitindo uma partícula Beta de seu núcleo, tornando-se Tecnécio 99m (meta estável) com meia-vida de 6 horas, decaindo novamente por emissão gama, se tornando Tecnécio 99, que tem meia vida de 211.100 anos. Foi o primeiro elemento a ser feito artificialmente pelo homem, daí seu nome que deriva da palavra grega "technetos", que significa artificial. 

## Características principais
O tecnécio apresenta todos seus isotopos radioativos, tendo sido o primeiro elemento a ser produzido artificialmente. Seus estados de oxidação mais comuns são +2, +4, +5, +6 e +7.
É um metal cinza prateado, que lentamente perde o brilho em contato com o ar úmido. O tecnécio VII como o pertecnetato, TcO4-, igual ao rênio, ReO4-, é muito menos oxidante que o permanganato, MnO4-. A química do tecnécio é muito similar a do rênio, apesar de que estes dois difiram bastante da do manganês. O tecnécio se dissolve em água régia (mistura de HNO3 e HCl), ácido nítrico (HNO3) e ácido sulfúrico concentrado (H2SO4), porém não é solúvel em ácido clorídrico (HCl). Este elemento inibe bem a corrosão do aço,  sendo um supercondutor à temperaturas muito baixas.

## Aplicações
O tecnécio poderia apresentar várias aplicações como, por exemplo, em aços protegendo-os da corrosão, porém devido a problemas com a sua produção (em reatores nucleares), estas aplicações são muito limitadas.
Em medicina nuclear são empregados compostos com o isótopo 99mTc como radiofármacos (ou radiotraçadores). Este isótopo se obtém mediante geradores de 99Mo / 99mTc, sendo seu período de desintegração de 6 horas, tempo adequado para que se acumule no órgão que se quer estudar e, por outro lado, não permaneça muito tempo no organismo. É um emissor gama com uma energia de aproximadamente 140 KeV, que pode ser detectado através de um contador de cintilância podendo-se interpretar a imagem obtida.
Preparam-se diversos compostos por redução de pertecnetatos junto com outras moléculas, dependendo do órgão que se quer estudar. Por exemplo, com bifosfonatos, estes compostos se acumulam nos tecidos ósseos. Quando se utilizam pertecnetatos diretamente, estes se acumulam na glândula tiroide.

## História
O nome tecnécio é procedente do grego technetos, que significa "artificial". Foi descoberto por Carlo Perrier e Emilio Segrè na Itália em 1937, numa amostra de molibdênio, enviada por Ernest Lawrence, que foi bombardeada com núcleos de deutério em um ciclotron em Berkeley. O tecnécio foi o primeiro elemento a ser produzido artificialmente.
Dmitri Mendeleyev previu que faltava na Tabela Periódica um elemento que seria similar ao manganês e o denominou eka-manganês. Em 1925, quando se descobriu o rênio acreditou-se que havia encontrado o elemento de número atômico 43, e deu a ele o nome de masúrio, porém comprovou-se que não era o elemento previsto. O desenvolvimento da energia nuclear nos meados do século XX permitiu gerar as primeiras amostras deste elemento por meio de reações nucleares.

## Abundância e obtenção
Até 1960 não era possível obter este elemento em quantidades macroscópicas. A expansão da indústria nuclear tornou, entretanto, possível a obtenção de grandes quantidades de tecnécio (quilogramas).
Algumas estrelas gigantes vermelhas apresentam uma linha de emissão em seu espectro correspondente a presença do tecnécio; esta descoberta tem levado a novas teorias sobre a produção de elementos pesados nas estrelas.
Desde que foi descoberto, numerosas buscas foram levadas a cabo em materiais terrestres procedentes de fontes naturais. Em 1982, o 99Tc foi isolado e identificado, em quantidades muito pequenas, no mineral pechblenda, procedente de África, como produto da fissão espontânea do 99Mo. Esta descoberta foi feita por B.T. Kenna e P.K. Kuroda.
O 99Tc se obtém como resíduo dos reatores nucleares, separando-o dos demais produtos da fissão. (Através da reacção de Tc2S7 com H2 a 1100°C ou NH4TcO4 com H2).

## Em Astrofísica
Como seu isótopo mais estável tem uma meia-vida pequena em termos cósmicos (4,2 milhões de anos), a identificação de tecnécio em estrelas é uma evidência de nucleossíntese. Estas estrelas são chamadas de estrelas de tecnécio, sendo um dos seus exemplos R Geminorum.

## Precauções
O tecnécio não tem papel biológico e não é encontrado no corpo humano. Aparentemente possui uma baixa toxidez, não apresentando, por exemplo, nenhuma mudança significante no sangue, corpo e órgãos em testes realizados com roedores que ingeriram 15 µg de tecnécio-99 por grama de alimento durante várias semanas. A toxidez em função da radioatividade do elemento é uma função do composto, tipo de radiação para o isótopo em questão e o tempo de meia-vida do isótopo.
Todos os isótopos devem ser manuseados com cuidado. O mais comum, o tecnécio-99, é um emissor beta do qual a radiação é retida pelas paredes da vidraria do laboratório. O principal perigo quando trabalhando com o elemento é a inalação de poeira, pois tal contaminação radioativa nos pulmões pode aumentar o risco de câncer. Para a maioria das situações, o manuseio em uma capela de laboratório é suficiente e uma caixa com luvas não é necessária.